# Eupithecia caliginosa
Eupithecia caliginosa är en fjärilsart som beskrevs av William Schaus 1907. Eupithecia caliginosa ingår i släktet Eupithecia och familjen mätare. Inga underarter finns listade i Catalogue of Life.